# Jacob Notaras
Jacob Notaras, född 1439, död 1491, var en bysantinsk adelsman. 
Han var son till Loukas Notaras, den sista megas doux (storhertig) och överbefälhavare över den bysantinska flottan och den sista mesazon (försteminister) under kejsarna Johannes VIII Palaiologos och Konstantin XI Palaiologos. 
Hans tre systrar lyckades fly under Konstantinopels fall. Han själv tillfångatogs tillsammans med sina föräldrar, bror och svåger. Sultan Mehmet II benådade ursprungligen Loukas Notaras och hans familj, men ändrade uppfattning och lät sedan ändå avrätta honom, hans äldste son och hans svärson. Flera anledningar har getts till detta. 
En är att sultanen bad Loukas Notaras att ge honom sin yngsta son, den fjorton år gamla Jacob Notaras, som sexslav. Sedan skövlingen hade upphört, fördes medlemmarna av den före detta bysantinska adeln framför Mehmet II, bland dem Loukas Notaras och nio ministrar, och sultanen hade vid detta tillfälle benådat de flesta, med undantag för en del av de vackraste flickorna och pojkarna, som han behöll i slaveri. Efter detta meddelades han dock att Loukas Notaras yngsta son var vacker; han sände därför sin eunuck för att hämta pojken, men Loukas Notaras ska då ha vägrat att lämna ut sin son. 
Loukas Notaras ska ha svarat "det vore mycket bättre för mig att dö än att lämna över mitt barn att besudlas av er". Mehmet II gav då order om att Loukas Notaras skulle avrättas.  Notaras sade då till sina söner att avvisa sultanens närmanden utan att vara rädda för konsekvenserna. Notaras blev därefter avrättad, liksom hans äldste son och svärson. Hans hustru, som låg sjuk och sängliggande, gjordes till slav men avled strax därpå. 
Jacob Notaras placerades sedan i sultanens harem som hans sexslav. Han lyckades rymma från haremet år 1460, och tog sig då till sina systrar i Italien. Han beskrivs under sin tid i Italien som olycklig i sitt privatliv.